# Анчиккаси
Анчикка́си (рос. Анчиккасы, чув. Анчăккасси) — присілок у складі Цівільського району Чувашії, Росія. Входить до складу Медікасинського сільського поселення.
Населення — 59 осіб (2010; 80 у 2002).
Національний склад:
- чуваші — 99 %